# Luis Cambra Hernani
Luis Cambra Hernani (Madrid, 23 de febrer de 1912 - Fuengirola, 11 de juny de 1998) fou un futbolista espanyol de la dècada de 1930.

## Trajectòria
Fou un futbolista nascut a Madrid que jugà al FC Barcelona entre 1928 i 1932. Les tres primeres temporades només disputà partits amistosos, però la temporada 1931-32 arribà a jugar partits oficials de la Lliga i del Campionat de Catalunya.